# Global Slavery Index

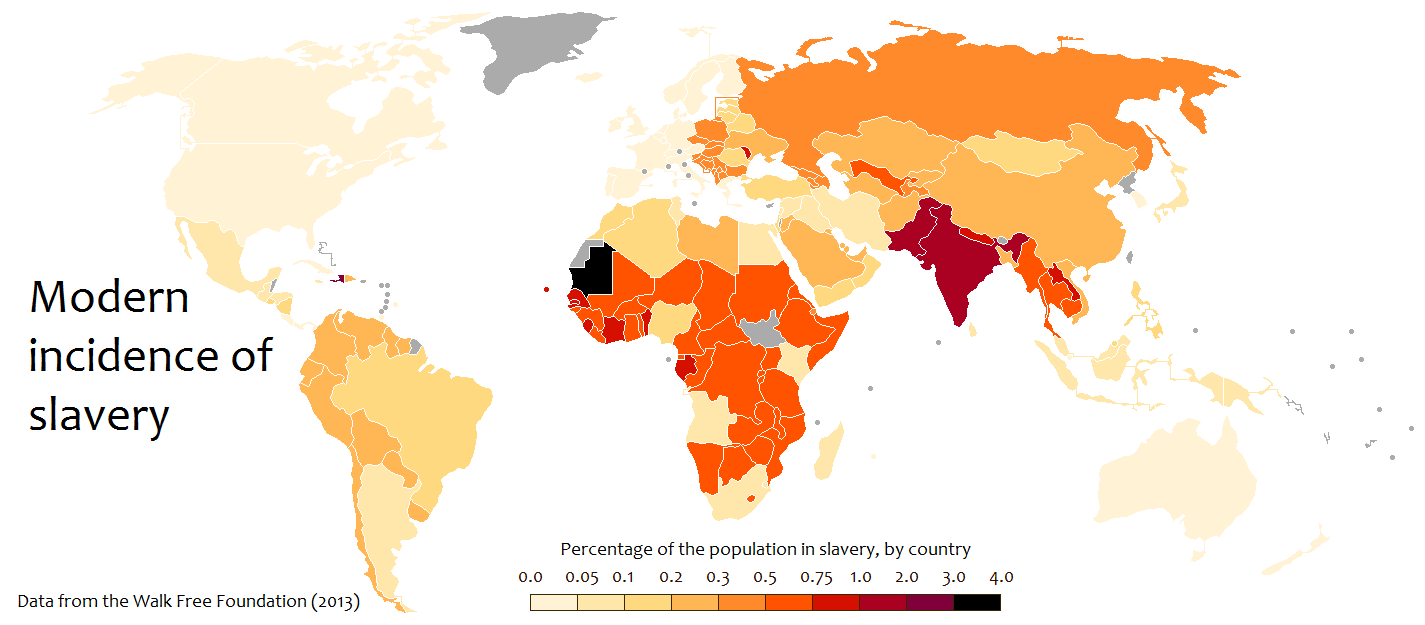
Anteil der Personen die in moderner Sklaverei leben (2013)

Der Global Slavery Index (GSI) ist ein Projekt der Walk Free Foundation mit Sitz in Nedlands bei Perth, Western Australia. Die Walk Free Foundation betreibt Länderstudien über Menschenhandel und Sklaverei. Der Global Slavery Index setzt sich aus drei Hauptindikatoren zusammen: die Verbreitung von Sklaverei und sklavereiähnlichen Zuständen pro Land, die Anfälligkeit der jeweiligen Gesellschaften und die Reaktion der nationalen Regierung.
Das Modell der Anfälligkeit für Sklaverei nutzt fünf Dimensionen:
1. Aspekte der Regierungsführung
2. Fehlende Befriedigung von Grundbedürfnissen
3. Soziale Ungleichheiten
4. Entrechtete Gruppen
5. Auswirkungen von Konflikten

Der GSI erschien in bislang 4 Ausgaben (2013, 2014, 2016, zuletzt 2018) und geht von 40,3 Millionen Sklaven mit Stand 2016 aus, davon 71 Prozent weiblich, 15,4 Millionen Menschen zwangsverheiratet, 24,9 Millionen Menschen in Zwangsarbeit. Der GSI nimmt an, dass es in Deutschland etwa 167.000 moderne Sklaven gibt, in Österreich 15.000 und in der Schweiz 14.000. Der Index dient dazu, den Erfolg bei der Erreichung des UN-Nachhaltigkeitsziels 8.7 (Sofortige und wirksame Maßnahmen ergreifen, um Zwangsarbeit abzuschaffen, moderne Sklaverei und Menschenhandel zu beenden und das Verbot und die Beseitigung der schlimmsten Formen der Kinderarbeit, einschließlich der Einziehung und des Einsatzes von Kindersoldaten, sicherstellen und bis 2025 jeder Form von Kinderarbeit ein Ende setzen) auszuwerten.
Zusammen mit der Internationale Arbeitsorganisation und der Internationale Organisation für Migration wird auch der themenverwandte Bericht Global Estimates of Modern Slavery herausgegeben, der vom Büro des Hohen Kommissars für Menschenrechte (OHCHR) unterstützt wurde. Der Bericht konzentrierte sich 2017 auf Zwangsarbeit und Zwangsheirat, wobei staatlich auferlegte Zwangsarbeit, Zwangsarbeit in der Privatwirtschaft sowie sexuelle Ausbeutung von Erwachsenen und Kindern untersucht wurden.

## Kritik
Der Global Slavery Index wurde für seine Methode kritisiert, wie in den Ausgaben von 2013 bis 2016 Schätzungen zur Verbreitung der Sklaverei ermittelt wurden. Die Werte von 2016 beruhten auf einer Gallup-Umfrage in 25 Ländern. Die Ergebnisse wurde von diesen Ländern in nicht befragte Länder mit ähnlichem Risikoprofil extrapoliert. Der 2018er Index zeigte deutliche methodische Verbesserungen, vor allem durch eine Erhöhung der Länderabdeckung der Umfrage und dem Ansatz, wie die Hochrechnung für Länder ohne Umfrageergebnisse vorgenommen wurde.